# Pravoverni kalifi
Pravoverni kalifi (arabsko al-Khulafā’ur-Rāshidūn) je termin, ki se uporablja v islamskem sunitskem svetu pri označevanju prvih štirih kalifov, ki so vladali po smrti preroka Mohameda.

## Kdo so
Pravoverni kalifi so po vrsti glede na čas vladavine: 
- Abu Bakr (Abū Bakr as-Siddīq)
- Omar (Ommar ibn al Hattab)
- Osman (Osman ibn Affan)
- Ali (Ali ibn Ebi-Talib)

Vsi štirje so bili ashabi in v sorodstvu s prerokom Mohamedom. Spadajo med 10 ashabov, za katere je prerok Mohamed povedal, da jim Bog obljubil Dženet (Raj) že na tem svetu.

## Izvor termina
Izvor termina Pravoverni kalifi izhaja iz tega, da so bili prav ti štirje priznani kot model muslimanskega vodje in človeka po mišljenju velike večine muslimanov, predvsem sunitov.

## Suniti/Šiiti
V islamskem svetu pa termin pravoverni kalifi uporabljajo večinoma samo suniti, saj šiiti smatrajo prve tri kalife kot tiste, ki so se zoperstavili Božji volji in ki so zasedli kalifat tistemu, ki bi moral naslediti to mesto od preroka Mohameda, to pa je Ali ibn Ebu-Talib. 

Tako šiiti smatrajo Alija kot svojega prvega Imama in so prepričani, da bi prav on moral biti tudi prvi kalif. Prav tu se je tudi začel razcep dveh velikih islamskih denominacij, sunizma in šiizma.